# Роберт Ли
Роберт Едвард Ли (енгл. Robert Edward Lee; Стратфорд Хол, 19. јануар 1807 — Лексингтон, 12. октобар 1870) био је војник и генерал у служби САД и касније снага Југа у Америчком грађанском рату 1861 — 1865. године. Ли је један од најзначајнијих војних заповедника у историји САД.
Ли је син генерал-мајора Хенрија Лија Трећег (Major General Henry Lee III "Light Horse Harry") (1756–1818), гувернера Вирџиније, и његове друге жене, Ане Хил Картер (Anne Hill Carter) (1773–1829). Међу његовим прецима налазе се и Томас Мор и краљ Роберт II од Шкотске.
Други од 46 у својој генерацији официра на Вест Поинту, Ли се истакао као изузетан војник у Америчкој војсци током 32 године службе. Учествовао је у Мексичко-америчком рату (1846—1848) и унапређен у чин мајора. Ипак, највише га је истакла улога заповедника снага Југа у Америчком грађанском рату.

## Биографија

### Младост
Роберт Едвард Ли рођен је у Стратфорд Холу, дому породице Ли у округу Вестморланд, Вирџинија, као четврто дете генерала Хенрија Лија , јунака Америчког рата за независност, и Ан Хил Картер. Имао је шесторо браће и сестара. Године 1818, отац му је умро, оставивши њега, мајку, те браћу и сестре са слабим финансијским приходима.
Ли је уписао академију Александрија, где је био изврстан студент, поготово у математици, али није могао дa приушти универзитетско образовање, те му је једина могућност за постизање успеха у животу била Војна академија Вест Поинт. Године 1824. од породичног пријатеља Вилијама Х. Фицхјуа добио је писмо препорука, те га је лично предао министру обране Џону К. Калхуну. Ли је 1825. примљен на академију. Дипломирао је 1829. године као други у класи од 46 кадета.

### Рана каријера
Након дипломирања, додељен му је чин потпоручника, те је изабрао војни род инжењерију, тада елитну грану америчке војске. Прве дужности су му биле градње одводних канала на острву Кокспар, Џорџија, на ушћу реке Савана. То ће све постати део тврђаве Форт Пуласки.
Након 17 месеци у Џорџији, 1831. године премештен је у Форт Монро, Вирџинија. Убрзо се вратио у Александрију где је оженио Мари Ан Рандолф Кустис, која је била у роду са Мартом Вашингтон. Тај брак му је донео и право на имање у Арлингтону у близини града Вашингтона. У браку су Роберт и Мери имали седморо деце; три сина и четири кћери.
Ли је служио у канцеларији главног заповедништва инжењерије у Вашингтону, 1834. – 1837. године. Прву важнију команду добио је 1837. године. Као поручник надзирао је рад инжењерије у луци Сент Луис, Мисури. Убрзо је унапређен у чин капетана. Године 1841, премештен је у Форт Хамилтон у луци Њујорк, где је био задужен за изградњу утврђења.

### Рат с Мексиком
Ли се истакао у Америчко-мексичком рату 1846. – 1848. године. Био је један од главних људи у штабу генерала Винфилда Скота. Његово познавање инжењерије и делотворно управљање артиљеријом увелико су допринели паду Веракруза у руке Американаца.
На маршу до Мексико Ситија, Ли је изабрао најпроходнији терен за пролаз америчке војске. У бици код Керо Горда, 18. априла 1847. године, Ли је предводио једну бригаду која је Мексиканцима одсекла пут за повлачење. Пре завршетка рата, Ли је добио привремени чин мајорa, а генерал Скот га је назвао: „најбољим војником којег је икада видео на бојишту”.

### Међуратно доба
Након рата Ли је добио привремени чин потпуковника и провео је три године у луци Форт Карол у Балтимору. Надзорник на Војној академији Вест Поинт постао је 1852. године, те је могао да гледа свога сина Џорџа како уписује академију и завршава је као најбољи у класи.
Године 1855, Ли је премештен на Тексашку границу и заповедао је коњицом. Као припадник 2. коњичке истакао се бранећи досељенике од напада индијанских племена Апачи и Команчи. Служио је у пуковнији до 1857. када га је смрт свекра натерала на одсуство из војске како би средио послове на наслеђеном имању у Арлингтону.
Године 1859, фанатични аболициониста Џон Браун  са групом присталица заузео је оружарницу савезне војске у Харперс Ферију, надајући се да ће подстакнути масовну побуну црних робова широм јужних држава. У тренутку избијања побуне Ли се налазио у Вашингтону. Као официру са највишим чином у близини, Лију је поверено заповедништво над јединицом маринаца, којима је поверено гушење побуне. Ли је устанак угушио за кратко време и вратио се својим уобичајеним дужностима у Тексас.

## Грађански рат
Почетком 1861. предсједник САД Абрахам Линколн је позвао Лија да преузме команду читаве војске Сјевера, али је Ли то одбио пошто се Вирџинија (његова матична држава) одвајала од САД, упркос његовим жељама. Ли је затим служио као војни савјетник предсједника Југа Џеферсона Дејвиса, а његова прва војна команда је била са снагама Југа на истоку САД, названим од њега Армија Сјеверне Вирџиније (Army of Northern Virginia).
Лијеве највеће побједе су биле Седмодневне битке, Друга битка на Бул Рану, битка код Фредериксбурга и битка код Чанселорсвила, али су оба његова покушаја да заврши рат продором према Вашингтону завршила неуспјехом. Неријешена битка код Антитама 1862. је принудила Лија да се врати на Југ. У јулу 1863. Ли је претрпио убједљив пораз у бици код Гетисбурга, али се успио повући у Вирџинију.
У прољеће 1864. нови командант снага Сјевера генерал Улисис Грант је почео серију операција са намјером да уништи Лијеву армију. У Прекоземној кампањи (Overland Campaign) 1864. и опсади Петерсбурга (Siege of Petersburg) 1864—1865. Ли је нанио велике губитке већој Грантовој армији, али су његови властити губици били ненадокнадиви. Рано у априлу 1865, проријеђене Лијеве снаге су се повукле са својих утврђених положаја близу Ричмонда и почеле су повлачење. Коначна Лијева предаја се десила 9. априла 1865. године код Епометокс Корт Хауса, и све снаге Југа су се предале до Јуна 1865.
Лијеве победе против бројчано надмоћног противника су му осигурале славу као војном тактичару, али неке његове стратешке одлуке, као инвазија Сјевера 1862. и 1863, се доводе у питање као неправилне одлуке.
У задњим мјесецима Америчког грађанског рата, Ли је разматрао план да наоружа црне робове Југа да би попунио редове јужњачке војске, али план није дошао на вријеме за спас Конфедерације.

## Послије рата
Послије своје предаје код Апоматокса и завршетка рата, Ли је охрабривао помирење између Југа и Сјевера, и подржавао је предсједника Ендруа Џонсона у његовим напорима за реконструкцију САД. Међутим био је против напора да се ослобођеним робовима да право гласа и узме право гласа бившим војницима и заступницима Југа.

## Лијева историјска улога
Ли је постао велики јужњачки херој рата, и популарност му је у читавим САД расла и послије смрти 1870. И данас, Роберт Ли остаје велика фигура америчке историје.